# Тон, Август
Август Тон (August Thon) (1839—1912) — германский теоретик права и цивилист, родоначальник «теории императивов».

## Биография
Прошёл хабилитацию в Гейдельберге в 1863 году. В 1867 году начал работать асессором окружного суда в Айзенахе. В 1870 году там же стал прокурором, а в 1872 перешёл на той же должности в Веймар. С 1873 года являлся ординарным профессором в Ростоке, с 1879 — в Йене. Периодически издавал настольную энциклопедию по источникам римского права.

## Основные труды
- Das ius offerendi des besseren Pfandglaubigers nach romischem Rechte. Heidelberg, 1863;
- Rechtsnorm und subjectives Recht. Weimar, 1878.